# 唐山抗震纪念碑
唐山抗震纪念碑是为纪念1976年7月28日唐山大地震与震后的救灾行动而建造的纪念碑，位于唐山市新华道文化路口西南侧的纪念碑广场中心，是唐山重要地标。始建于1985年6月，建成于1986年7月地震十周年之际。2017年入选第二批中国20世纪建筑遗产名录。

## 简介
唐山抗震纪念碑由主碑和副碑构成。主碑高33米，其中碑座高3米，碑身高30米，由四根相互独立的、直指苍穹的梯形变截面钢筋混凝土碑柱组成。主体上端造型有四个收缩口，犹如伸向天际的巨手，象征着人定胜天。四根碑柱的缝隙使人们对裂缝、地震产生联想。北侧两根碑柱高8.5米处镶有一块长3.86米、宽1.6米的不锈钢匾额，上为胡耀邦书“唐山抗震纪念碑”字样。
由十六根1.5米高的碑柱撑起八块花岗岩浮雕，按方型环绕主碑外侧，象征着来自四面八方的救灾支援。浮雕描述了地震灾害和唐山人民在各方支援下抗震救灾、重建家园的业绩。
主碑台基四方各有四组台阶，每组七级，共计28级，代表“七·二八”这一地震发生的日期。
副碑位于主碑北侧33.5米、第二组台阶处，高2.96米，宽9.5米，由花岗岩石块以废墟形式堆积而成，象征震害的残垣断壁。副碑正反面分别镌刻中英文碑文，记载地震时灾害与重建过程。

## 碑文
碑文刻录在副碑上双面镶嵌的长4.3米，高1.6米的黑色磨光青花岗岩上，北侧镌刻汉语碑文，由唐山师范学院中文系教师戴连地等人起草，中国书法家协会常务理事夏湘平书写。南侧镌刻英语碑文。汉语碑文为：
|  |  |  |

## 广场

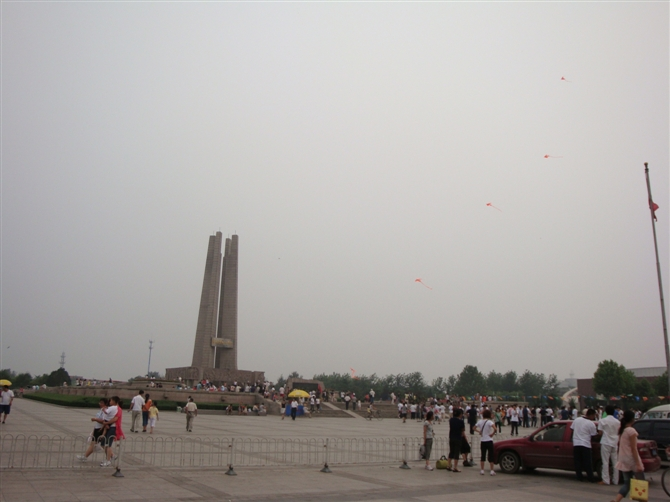
唐山抗震纪念碑广场

唐山抗震纪念碑广场东西长320米，南北宽170米，占地面积5.44万平方米，其中绿地面积3.4万平方米。广场西侧为唐山抗震纪念馆，南侧为大钊公园。广场内纪念碑副碑以北30.75米处为唐山公路零公里标志。纪念碑广场是唐山众多大型活动的举办地，如作为北京奥运会圣火传递唐山站的终点、唐山国际马拉松的起终点等。

## 纪念馆

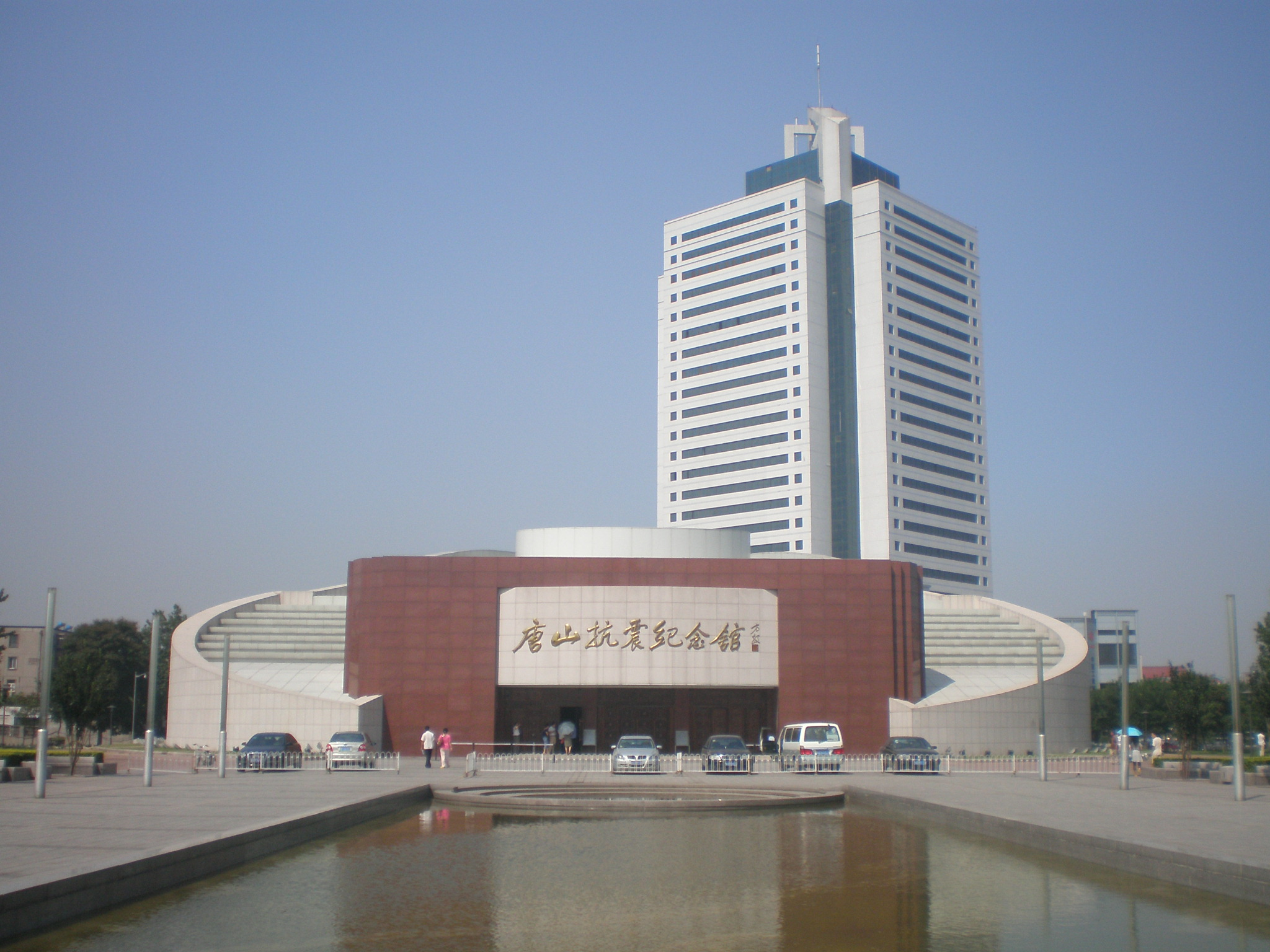
唐山抗震纪念馆

唐山抗震纪念馆位于唐山抗震纪念碑西侧。展览分为三个部分，分别展示震前唐山历史、地震及抗震救灾、震后重建成果等内容。